# Futebol de 7 nos Jogos Paralímpicos de Verão de 2008
O torneio de Futebol de 7 dos Jogos Paraolímpicos de Verão de 2008 será disputado entre 8 de setembro e 16 de setembro. As partidas serão realizadas no Estádio de Hóquei do Olympic Green, em Pequim, na China.

## Calendário
| Setembro     | 6 | 7 | 8 | 9 | 10 | 11 | 12 | 13 | 14 | 15 | 16 | 17 |
| ------------ | - | - | - | - | -- | -- | -- | -- | -- | -- | -- | -- |
| Futebol de 7 |   |   |   |   |    |    |    |    |    |    | 1  |    |

|  | Dia de competição |  | Dia de final |

## Qualificação
| Torneios                                   | Critério de Classificação                  | Números | Países         |
| ------------------------------------------ | ------------------------------------------ | ------- | -------------- |
| Torneios Continentais                      | Campeonato Europeu de Futebol de 7 de 2006 | 1       | Ucrânia        |
| Torneios Continentais                      | Jogos FESPIC de 2006                       | 1       | Irão           |
| Torneios Continentais                      | Jogos Parapan-americanos de 2007           | 1       | Brasil         |
| Campeonato Mundial de Futebol de 7 de 2007 | Top 4 in the team not qualifed             | 4       | Rússia         |
| Campeonato Mundial de Futebol de 7 de 2007 | Top 4 in the team not qualifed             | 4       | Países Baixos  |
| Campeonato Mundial de Futebol de 7 de 2007 | Top 4 in the team not qualifed             | 4       | Grã-Bretanha ¹ |
| Campeonato Mundial de Futebol de 7 de 2007 | Top 4 in the team not qualifed             | 4       | Irlanda²       |
| País sede                                  | Classificação automática                   | 1       | China          |
| Total                                      | Total                                      | 8       |                |

¹ A vaga foi conquistada pela equipe da Escócia mas é atribuida a equipe unificada da Escócia, Inglaterra, País de Gales e Irlanda do Norte.

²The rank of the united team of England and Wales is higher than Ireland, but only one team can represent Great Britain, so the Republic of Ireland qualified as following best non-qualified team.

## Primeira fase

### Grupo A
| Equipe        | Pts | J | V | E | D | GP | GC | SG  |
| ------------- | --- | - | - | - | - | -- | -- | --- |
| Rússia        | 9   | 3 | 3 | 0 | 0 | 21 | 1  | 20  |
| Brasil        | 6   | 3 | 2 | 0 | 1 | 9  | 3  | 6   |
| Países Baixos | 3   | 3 | 1 | 0 | 2 | 9  | 14 | -5  |
| China         | 0   | 3 | 0 | 0 | 3 | 1  | 22 | -21 |

| 8 de Setembro de 2008 9:00 | Rússia | 6 – 0 | China | Estádio de Hóquei do Olympic Green |
|                            |        |       |       |                                    |

| 8 de Setembro de 2008 11:15 | Brasil | 1 – 0 | Países Baixos | Estádio de Hóquei do Olympic Green |
|                             |        |       |               |                                    |

| 10 de Setembro de 2008 9:00 | Rússia | 12 – 1 | Países Baixos | Estádio de Hóquei do Olympic Green |
|                             |        |        |               |                                    |

| 10 de Setembro de 2008 11:15 | Brasil | 8 – 0 | China | Estádio de Hóquei do Olympic Green |
|                              |        |       |       |                                    |

| 12 de Setembro de 2008 9:00 | Rússia | 3 – 0 | Brasil | Estádio de Hóquei do Olympic Green |
|                             |        |       |        |                                    |

| 12 de Setembro de 2008 11:15 | Países Baixos | 8 – 1 | China | Estádio de Hóquei do Olympic Green |
|                              |               |       |       |                                    |

### Grupo B
| Equipe       | Pts | J | V | E | D | GP | GC | SG  |
| ------------ | --- | - | - | - | - | -- | -- | --- |
| Ucrânia      | 9   | 3 | 3 | 0 | 0 | 19 | 1  | 18  |
| Irã          | 6   | 3 | 2 | 0 | 1 | 7  | 6  | 1   |
| Irlanda      | 1   | 3 | 0 | 1 | 2 | 3  | 12 | -9  |
| Grã-Bretanha | 1   | 3 | 0 | 1 | 2 | 2  | 12 | -10 |

| 8 de Setembro de 2008 13:30 | Irã | 4 – 2 | Irlanda | Estádio de Hóquei do Olympic Green |
|                             |     |       |         |                                    |

| 8 de Setembro de 2008 15:45 | Ucrânia | 8 – 1 | Grã-Bretanha | Estádio de Hóquei do Olympic Green |
|                             |         |       |              |                                    |

| 10 de Setembro de 2008 13:30 | Irã | 3 – 0 | Grã-Bretanha | Estádio de Hóquei do Olympic Green |
|                              |     |       |              |                                    |

| 10 de Setembro de 2008 15:45 | Ucrânia | 7 – 0 | Irlanda | Estádio de Hóquei do Olympic Green |
|                              |         |       |         |                                    |

| 12 de Setembro de 2008 13:30 | Irã | 0 – 4 | Ucrânia | Estádio de Hóquei do Olympic Green |
|                              |     |       |         |                                    |

| 12 de Setembro de 2008 15:45 | Grã-Bretanha | 1 – 1 | Irlanda | Estádio de Hóquei do Olympic Green |
|                              |              |       |         |                                    |

## Segunda fase
|  | Semifinais            | Semifinais            |   |                       | Final                 | Final |  |
|  |                       |                       |   |                       |                       |       |  |
|  | 14 de agosto - Pequim |                       |   |                       |                       |       |  |
|  | Rússia                | 5                     |   |                       |                       |       |  |
|  | Irã                   | 0                     |   |                       |                       |       |  |
|  |                       |                       |   |                       |                       |       |  |
|  |                       |                       |   |                       | 16 de agosto - Pequim |       |  |
|  |                       |                       |   |                       | Rússia                | 1     |  |
|  |                       | Ucrânia               | 2 |                       |                       |       |  |
|  |                       |                       |   |                       |                       |       |  |
|  |                       |                       |   |                       |                       |       |  |
|  |                       |                       |   |                       | Terceiro lugar        |       |  |
|  | 14 de agosto - Pequim | 14 de agosto - Pequim |   | 16 de agosto - Pequim | 16 de agosto - Pequim |       |  |
|  | Ucrânia               | 4                     |   | Irã                   | 4                     |       |  |
|  | Brasil                | 0                     |   |                       | Brasil                | 0     |  |

### Semifinais
| 14 de Setembro de 2008 | Rússia | 5 – 0 | Irã | Estádio de Hóquei do Olympic Green |
|                        |        |       |     |                                    |

| 14 de Setembro de 2008 | Ucrânia | 4 – 0 | Brasil | Estádio de Hóquei do Olympic Green |
|                        |         |       |        |                                    |

### Disputa pelo bronze
| 16 de Setembro de 2008 | Irã | 4 – 0 | Brasil | Estádio de Hóquei do Olympic Green |
|                        |     |       |        |                                    |

### Disputa pelo ouro
| 16 de Setembro de 2008 | Ucrânia | 2 – 1 | Rússia | Estádio de Hóquei do Olympic Green |
|                        |         |       |        |                                    |

## Disputa do 5° ao 8° lugar
|  | Semifinais              | Semifinais              |   |                         | Final                   | Final |  |
|  |                         |                         |   |                         |                         |       |  |
|  | 14 de setembro - Pequim |                         |   |                         |                         |       |  |
|  | Países Baixos           | 4                       |   |                         |                         |       |  |
|  | Reino Unido             | 1                       |   |                         |                         |       |  |
|  |                         |                         |   |                         |                         |       |  |
|  |                         |                         |   |                         | 16 de setembro - Pequim |       |  |
|  |                         |                         |   |                         | Países Baixos           | 4     |  |
|  |                         | Irlanda                 | 2 |                         |                         |       |  |
|  |                         |                         |   |                         |                         |       |  |
|  |                         |                         |   |                         |                         |       |  |
|  |                         |                         |   |                         | Terceiro lugar          |       |  |
|  | 14 de setembro - Pequim | 14 de setembro - Pequim |   | 16 de setembro - Pequim | 16 de setembro - Pequim |       |  |
|  | China                   | 1                       |   | Reino Unido             | 10                      |       |  |
|  | Irlanda                 | 4                       |   |                         | China                   | 2     |  |

### Semifinal
| 14 de Setembro de 2008 9:00 | Países Baixos | 4 – 2 | Reino Unido | Estádio de Hóquei do Olympic Green |
|                             |               |       |             |                                    |

| 14 de Setembro de 2008 11:30 | China | 1 – 4 | Irlanda | Estádio de Hóquei do Olympic Green |
|                              |       |       |         |                                    |

### 7º e 8º Lugar
| 16 de Setembro de 2008 11:30 | Grã-Bretanha | 10 – 2 | China | Estádio de Hóquei do Olympic Green |
|                              |              |        |       |                                    |

### 5º e 6º Lugar
| 16 de Setembro de 2008 9:00 | Países Baixos | 4 – 2 | Irlanda | Estádio de Hóquei do Olympic Green |
|                             |               |       |         |                                    |